# Duo Hofmann
Duo Hofmann is de naam van een Nederlands zangduo bestaande uit Johan Georg ('George') Hofmann (Sappemeer, 29 juni 1890 - Amsterdam, 1 december 1957) en zijn echtgenote Geertruida ('Truus') Meijer (Amsterdam, 30 juni 1892 - aldaar, 24 oktober 1973). Het duo zong voornamelijk levensliederen en smartlappen.
In het begin nam Georg Hofmann nog een aantal soloplaten op, maar algauw begonnen de plaatopnamen samen met zijn vrouw. Eind jaren 20 werd een van hun dochters bij het duo gevoegd en werd de naam gewijzigd in Trio Hofmann. Weer wat later, toen de tweede dochter bij het trio kwam, wijzigde de naam nogmaals. Dit keer in Familie Hofmann. Na het huwelijk van hun dochters – eind jaren dertig – trad het echtpaar weer als duo op.